# Dendrochilum sumatranum
Dendrochilum sumatranum är en orkidéart som beskrevs av Johannes Jacobus Smith. Dendrochilum sumatranum ingår i släktet Dendrochilum och familjen orkidéer.
Artens utbredningsområde är Sumatera. Inga underarter finns listade i Catalogue of Life.